# Анина (мультфильм)
Анина (исп. Anina) — мультфильм 2013 года уругвайско-колумбийского произведения. Снят по рассказу уругвайского писателя Серхио Лопес Суарес

## Сюжет
Шалунья Анина любит приключения и проказы и частенько попадает в забавные и интересные истории. Из-за необычного имени-палиндрома, которое читается одинаково туда и обратно, Анину постоянно дразнят в школе. После очередной ссоры на переменке Анину наказывает директриса, и это наказание оказывается самым странным во всей истории наказаний. Как назло Анина не может поделиться этой тайной ни с мамой, ни даже с лучшей подругой!

## Озвучивание
- Анина — Федерико Лаканьо
- Мама Анины — Мария Мендив
- Отец Анины — Сезар Тронкосо
- Директор — Кристина Моран